# Lee Kun-hee
Lee Kun-hee (hangul: 이건희; hanja: 李健熙; pronunție în coreeană [iːɡʌnhi]; n. 9 ianuarie 1942, Uiryeong County⁠(d), Gyeongsang de Sud, Coreea de Sud – d. 25 octombrie 2020, Seul, Coreea de Sud) a fost un om de afaceri sud-coreean și președinte al Samsung Group în perioada 1987-2008 și 2010-2020. El a demisionat în aprilie 2008, ca urmare a unui scandal cu fonduri obscure pentru Samsung, dar a revenit pe 24 martie 2010. În 1996, Lee a devenit membru al Comitetului Internațional Olimpic. Cu o avere netă estimată la 12,6 miliarde $, el și familia sa sunt printre cei mai bogati oameni din lume în clasamentul Forbes. El este al treilea fiu al fondatorului Samsung Lee Byung-chul.

## Legături externe
- Forbes.com: Forbes World's Richest People
- "Lee Kun-hee's Big Stick", The Korea Times, 8 ianuarie 2006.
- "Samsung chairman's office raided as part of inquiry", International Herald Tribune, 14 ianuarie 2008.
- "Samsung chairman hints at possible resignation", hanqyere newspaper, 11 aprilie 2008.
- "www.leekunhee.com"[nefuncțională]
 Official personal bio
- "South Korea Plans to Pardon Former Samsung Chairman"